# SC Motor Jena
Le SC Motor Jena a été fondé, en même temps que de nombreux autres clubs sportifs, dans le cadre de la DTSB pour promouvoir et améliorer les performances sportives en Allemagne de l'Est. Le Sportclub de Jena était un club omnisports avec de nombreuses sections très réputées :
- athlétisme : De nombreux athlètes de classes mondiales sont issus du Motor Jena dont notamment : Rolf Beilschmidt, Heike Drechsler, Petra Felke, Marlies Göhr, Gisela Köhler, Uwe Langhammer, Waltraud Pöhland, Wolfgang Nordwig, Renate Stecher et Bärbel Wöckel. Un des points forts de cette section était le relais 4 × 100 mètres féminin. Ce relais a été sacré champion de RDA dix-sept fois entre 1951 et 1988. En 1984, deux relais du SC Motor Jena se classaient aux deux premières places des championnats nationaux. Le premier relais avec Ines Geipel, Ingrid Auerswald, Marlies Göhr et Bärbel Wöckel remportait le titre en 42 s 20 devant un autre relais avec entre autres, Sabine Rieger. Cette performance constitue encore le record d'Allemagne par club. En 2005, Ines Geipel demande qu'il soit rayé des tablettes affirmant qu'il a été obtenu grâce au dopage[1].

- escrime

- lutte : Plusieurs lutteurs du Motor Jena se sont également distinguées dont : Uwe Neupert, Hartmut Reich et Erhard Pocher. Uwe Neupert a été plusieurs fois champion d'Europe et champion du monde en 1978.

- hockey

- tennis de table

- natation

- football (partiellement) avec la séparation de cette section en 1966 et la création du FC Carl Zeiss Jena.

Avec la fin de l'Allemagne de l'Est qui signifia également la fin du système des clubs de sport de la RDA, le Motor Jena se transforma en TuS Jena. Des sportives comme Heike Drechsler ou Petra Felke ont remporté des médailles pour ces deux clubs.

## Sources
- (de) Dieter Huhn et Wolfgang Rosenow: Leichtathletik. DDR-Meisterschaften im Freien von 1948 bis 1990 und in der Halle von 1964 bis 1990. Berlin 1994

- (de) Cet article est partiellement ou en totalité issu de l’article de Wikipédia en allemand intitulé « SC Motor Jena » (voir la liste des auteurs).